# Cueibet
Cueibet – hrabstwo w Sudanie Południowym, w stanie Lakes. W 2008 roku liczyło 117 755 mieszkańców (57 567 kobiet i 60 188 mężczyzn) w 18 163 gospodarstwach domowych. Dzieli się na 6 mniejszych jednostek administracyjnych zwanych payam:
- Abiriu
- Citcok
- Duony
- Malou-Pec
- Ngap
- Pagor